# Kalidou Cissokho
Kalidou Cissokho   (Dakar, 28 d'agost de 1978) és un exfutbolista senegalès de la dècada de 2000.
Fou internacional amb la selecció de futbol del Senegal amb la qual participà en la Copa del Món de futbol de 2002.
Pel que fa a clubs, destacà a ASC Jeanne d'Arc i Baku.